# Dendrofilija (parafilija)
Dendrofilija doslovno znači "ljubav prema stablima". Izraz se koristi kako bi opisao parafiliju zahavljujući kojoj ljudi osjećaju seksualnu privlačnost ili ih uzbuđuju stabla. To može uključivati seksualni kontakt, obožavanje stabala kao falusnih simbola ili oboje.
Brenda Love tvrdi da su stabla bila drevni simbol plodnost te da su u nekim kultovima muškarci na točno određene dane znali ejakulirati na debla.